# Salvador Dalí (film)
 Salvador Dalí   este un film documentar de 35 minute, realizat în 1966 de Andy Warhol.

## Scurtă prezentare
Filmul documentează vizita marelui pictor suprarealist Salvador Dalí la atelierul colectiv al lui Warhol, The Factory și întâlnirea acestuia cu formația de rock psihedelic The Velvet Underground.